# Chứng từ kế toán điện tử
Chứng từ điện tử kế toán Lưu trữ 2021-06-22 tại Wayback Machine được quy định tại Điều 17 Luật kế toán 2015 như sau:
- Chứng từ điện tử được coi là chứng từ kế toán khi có các nội dung quy định tại Điều 16 của Luật này và được thể hiện dưới dạng dữ liệu điện tử, được mã hóa mà không bị thay đổi trong quá trình truyền qua mạng máy tính, mạng viễn thông hoặc trên vật mang tin như băng từ, đĩa từ, các loại thẻ thanh toán.
- Chứng từ điện tử phải bảo đảm tính bảo mật và bảo toàn dữ liệu, thông tin trong quá trình sử dụng và lưu trữ; phải được quản lý, kiểm tra chống các hình thức lợi dụng khai thác, xâm nhập, sao chép, đánh cắp hoặc sử dụng chứng từ điện tử không đúng quy định. Chứng từ điện tử được quản lý như tài liệu kế toán ở dạng nguyên bản mà nó được tạo ra, gửi đi hoặc nhận nhưng phải có đủ thiết bị phù hợp để sử dụng.
- Khi chứng từ bằng giấy được chuyển thành chứng từ điện tử để giao dịch, thanh toán hoặc ngược lại thì chứng từ điện tử có giá trị để thực hiện nghiệp vụ kinh tế, tài chính đó, chứng từ bằng giấy chỉ có giá trị lưu giữ để ghi sổ, theo dõi và kiểm tra, không có hiệu lực để giao dịch, thanh toán.